# Закон о краљевској власти и врховној државној управи
Закон о краљевској власти и врховној државној управи је био први и основни закон Шестојануарске диктатуре (1929).
Важио је уместо укинутог Видовданског устава из 1921. године. Краљевина Срба, Хрвата и Словенаца је дефинисана само као наследна монархија, а одредбе о уставној и парламентарној монархији су изостале. Закон је стављен ван снаге Септембарским уставом из 1931.

## Краљевска власт
Краљ је био носилац све власти у земљи. Издавао је и проглашавао законе својим указима које су премапотписивали председник Министарског савета, ресорни министар и министар правде. Краљева личност је била неприкосновена и није могао бити тужен.
Краљ је постављао државне чиновнике. Именовао је председника и чланове Министарског савета који су радили по његовом овлашћењу. Он је био врховни заповедник војне силе, давао је војне чинове, ордене и друга одликовања. Судска власт је вршена у име краља.
Краљ је имао право амнестије и помиловања. Он је представљао земљу у иностранству и склапао споразуме са другим државама. Краљ је оглашавао рат и склапао мир.
Законом је било уређено и династичко наслеђивање, састав Краљевског дома и заступништво краља, као и састав и делокруг Намесништва.

## Врховна државна управа
На челу врховне државне управе је био председник Министарског савета. Краљ је именовао председника и чланове Министарског савета који су стојали непосредно под краљем и радили по његовом овлашћењу у појединим гранама државне управе. Број министарстава је одређивао краљ.
Министри су били одговорни краљу, а краљ их је могао оптужити. Тада би министрима судио Државни суд којег су чинила три државна саветника и три касационе судије, које је именовао краљ. Председник Касационог суда је био председник Државног суда.
Ближе уређење врховне државне управе је било прописано Законом о уређењу врховне државне управе (1929).